# Nothofagus alpina
Comúnmente llamado raulí, ruili o roblí, es una especie arbórea de los bosques subantárticos de Chile y Argentina, con importancia ecológica y económica. 
La sobreexplotación de la que fue objeto en el pasado por la calidad de su madera, agravada por el exceso de pastoreo e incendios forestales recurrentes llevaron a una situación crítica a muchas de las poblaciones de la especie.

## Descripción
Es un árbol monoico, caducifolio, frondoso, de hasta 45 m de altura y alcanza 2 m o más de diámetro;  el fuste recto y cilíndrico, ritidoma (corteza) grisácea, agrietada longitudinalmente.
Hojas alternas, pecíolos de 3 a 12 mm de largo, ovados oblongos a ovados lanceolados, con glándulas y pelos distribuidos regularmente, márgenes ondulados y suavemente aserrados. Lámina de 4 a 12 × 2,5 a 5 cm, venación pinada, pilosa y muy notoria, sobre todo en el envés. Ramillas nuevas pubescentes.
Flores pequeñas unisexuales;  masculinas en racimos de 3 flores, cortamente pediceladas, numerosos estambres; flores femeninas dispuestas de a 3 en inflorescencias sostenidas por un pedúnculo de 1 cm de largo. Florece entre octubre y noviembre.
Fruto formado por una cúpula de 4 valvas angostas, en su interior 2 a 3 nueces amarillentas de  6 mm de largo, algo peludas, siendo las dos inferiores triangulares, trialadas y la interna plana, bialada. La cosecha de lo frutos se realiza entre marzo y abril.

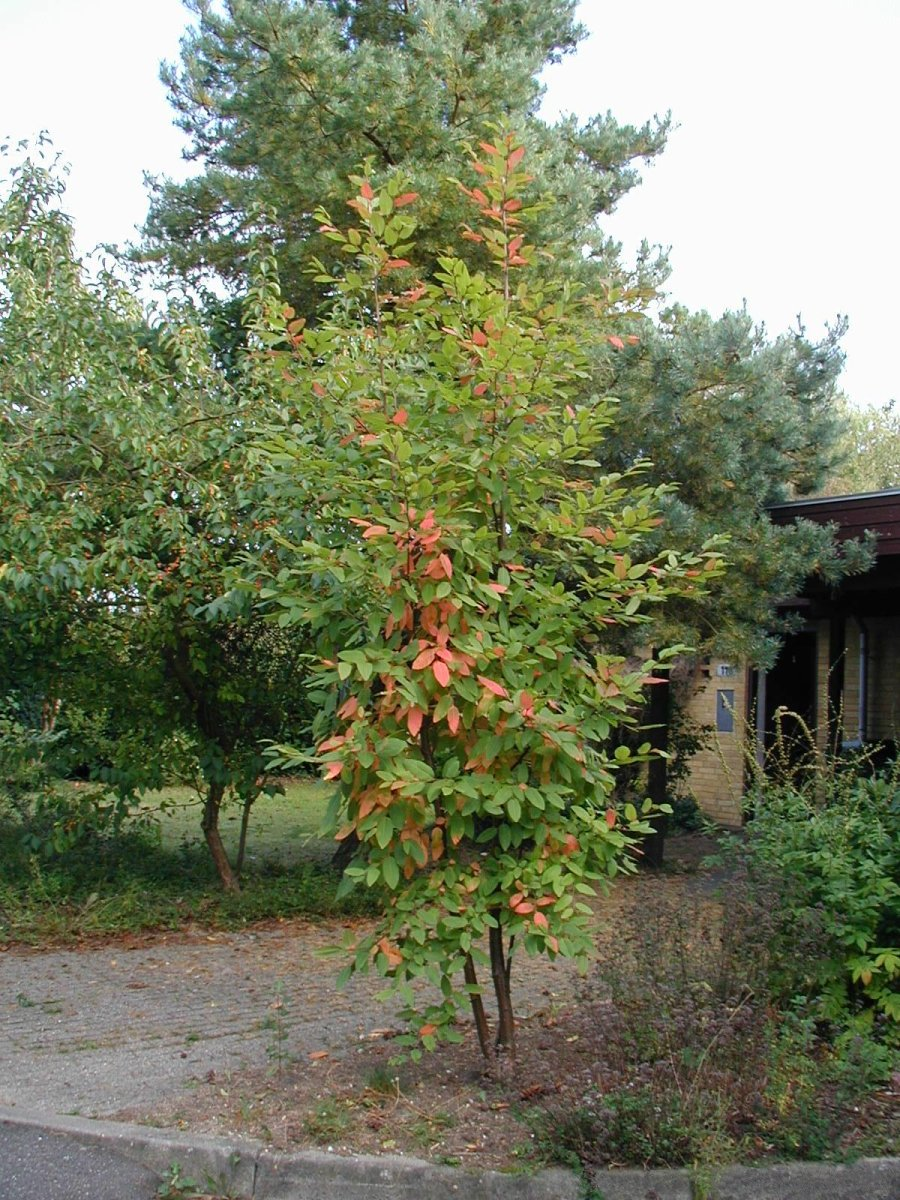
Árbol joven.
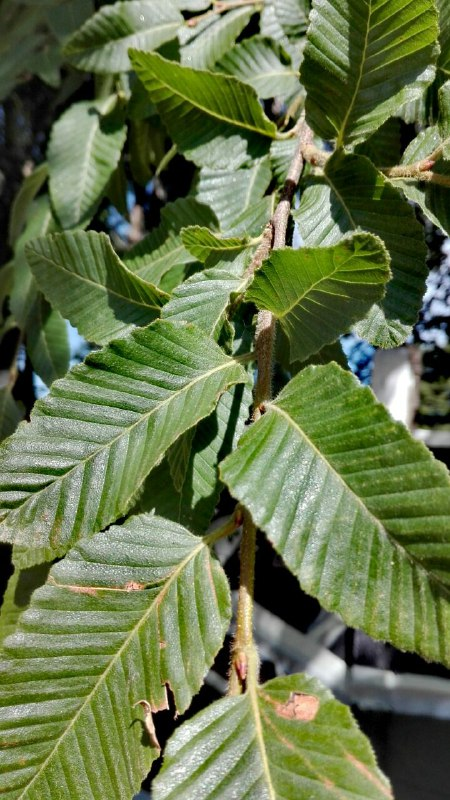
Hojas de N. alpina.
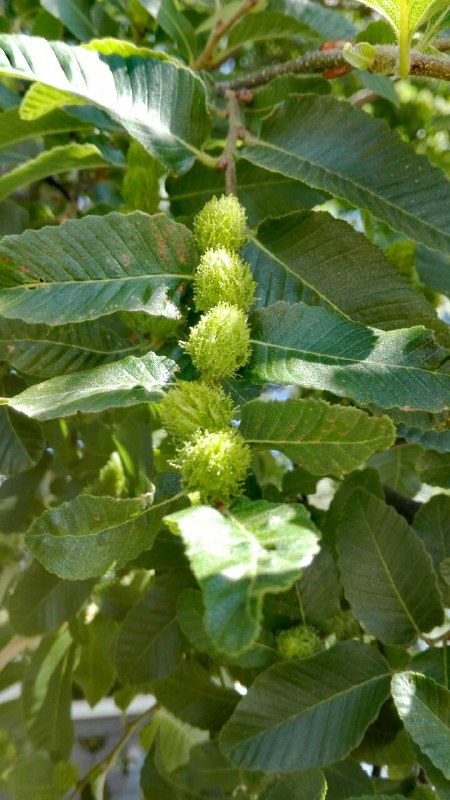
Flores de N. alpina.

## Distribución
Crece en los bosques caducifolios, bosques laurifolios y bosques andino-patagónicos de Chile (Región del Maule y Región del Biobío) y Argentina (Provincia de Neuquén). También se ha observado en la cordillera de la costa del centro de Chile.
Su distribución en Argentina es muy reducida y relativamente fragmentada. Abarca una estrecha franja entre 39° 25´ S y 40° 35´ S que no supera los 40 km en su ancho máximo, siguiendo los valles de las distintas cuencas lacustres de origen glacial.

## Usos
Madera de excelente cotización, de grano fino y hermoso tono rosado, (0,6 kg/dm³) muy empleada en todo tipo de construcción, especialmente para rucas o cabañas.
Se ha introducido como ornamental en las islas británicas y crece bien en el oeste de Escocia en donde obtiene la lluvia necesaria para su buen crecimiento, mínimo 750 mm anuales. Es un árbol muy prometedor para forestación en la Gran Bretaña donde se regenera muy fácilmente en la tala por vástagos. Ejemplares procedentes de diferentes lugares de su medio ambiente natural fueron probados en cultivo en Escocia, de los que los originarios de Neuquén, Argentina, fueron los más resistentes al frío. La selección proveniente de Malleco, Chile, fue de las introducidas a las islas británicas la que dio los primeros buenos resultados. Ha sido introducida, también en la costa norte del Pacífico de Estados Unidos y también en Noruega.
Existen híbridos con roble (N. obliqua).

## Taxonomía
Nothofagus alpina fue descrita por (Poepp. & Endl.) Oerst. y publicado en Kongelige Danske videnskabernes Selskabs Skrifter, Naturvidenskabeli Mathematisk Afdeling 9: 354. 1871.
Etimología
Nothofagus: nombre genérico compuesto de notho = "falso" y Fagus = "haya", nombrándolo como "falsa haya".
alpina: epíteto geográfico que alude a su localización en las montañas.
Sinonimia
- Fagus alpina Poepp. & Endl., Nov. Gen. Sp. Pl. 2: 69 (1838). basónimo
- Fagus procera Poepp. & Endl., Nov. Gen. Sp. Pl. 2: 69 (1838), nom. illeg.
- Fagus nervosa Phil., Linnaea 29: 43 (1858).
- Nothofagus procera Oerst., Bidr. Egefam.: 24 (1872).
- Nothofagus nervosa (Phil.) Krasser, Ann. K. K. Naturhist. Hofmus. 11: 163 (1896).[8][9]